# مارجوري مورغان
مارجوري مورغان (بالإنجليزية: Marjorie Morgan)‏ (1915 - 10 يوليو 2007)؛ روائية كندية.

## روابط خارجية
- مارجوري مورغان على موقع IMDb (الإنجليزية)